# Christián Jaroš
Christián Jaroš (* 2. April 1996 in Košice) ist ein slowakischer Eishockeyspieler, der seit Juli 2024 erneut beim HK ZSKA Moskau aus der Kontinentalen Hockey-Liga (KHL) unter Vertrag steht und dort auf der Position des Verteidigers spielt. Zuvor war Jaroš unter anderem für die Ottawa Senators, San Jose Sharks und New Jersey Devils in der National Hockey League (NHL) aktiv.

## Karriere
Jaroš verbrachte seine Juniorenzeit bis zu seinem 17. Lebensjahr in der Nachwuchsabteilung des HC Košice, dem Eishockeyklub seiner Geburtsstadt. Von dort zog es den Verteidiger, der in diesem Sommer im KHL Junior Draft 2013 in der dritten Runde an 68. Stelle vom lettischen Klub Dinamo Riga ausgewählt worden war, nach Schweden. Er wechselte in die Juniorenkader von Luleå HF. Dort durchlief er die U18- und U20-Mannschaft, ehe er im Verlauf der Saison 2014/15 sein Debüt für die Profimannschaft in der Svenska Hockeyligan feierte. Zudem stand der Slowake zeitweise auf Leihbasis im Kader des Zweitligisten Asplöven HC. Dennoch gewann Jaroš mit Luleå die Champions Hockey League und etablierte sich in den folgenden beiden Spielzeiten im Kader des schwedischen Klubs.
Nachdem der Abwehrspieler bereits im NHL Entry Draft 2015 in der fünften Runde an 139. Stelle von den Ottawa Senators aus der National Hockey League ausgewählt worden war, verpflichteten ihn diese im Mai 2017 und holten ihn umgehend nach Nordamerika. Im Verlauf der Saison 2017/18 kam Jaroš hauptsächlich im Farmteam Belleville Senators in der American Hockey League zum Einsatz. Dennoch debütierte er auch für Ottawa in der NHL.
Nach vier Jahren in der Organisation der Senators wurde er im Januar 2021 an die San Jose Sharks abgegeben, die im Gegenzug Jack Kopacka sowie ein Siebtrunden-Wahlrecht für den NHL Entry Draft 2022 nach Ottawa schickten. Kopacka hatte San Jose im Zuge des Tauschgeschäfts erst für Trevor Carrick von den Anaheim Ducks erhalten. In San Jose beendete er die Spielzeit 2020/21, bevor er im Juli 2021 im Tausch für Nick Merkley an die New Jersey Devils abgegeben wurde. Dort war er ein Jahr aktiv und verließ Nordamerika anschließend nach fünf Spielzeiten wieder, indem er sich im Juni 2022 dem HK Awangard Omsk aus der Kontinentalen Hockey-Liga anschloss. Bereits im Dezember desselben Jahres wurde der Slowake nach 24 Einsätzen für Omsk im Tausch für Dmitri Alexejew zum Ligakonkurrenten HK ZSKA Moskau transferiert. Dort beendete er die Saison und wechselte im Oktober 2023 zum Ligakonkurrenten Sewerstal Tscherepowez. Im Sommer 2024 kehrte Jaroš zum Moskauer Armeesportklub zurück.

### International
Für sein Heimatland stand Jaroš im Juniorenbereich bei zahlreichen internationalen Turnieren auf dem Eis. Seinen ersten Auftritt hatte der Verteidiger beim Ivan Hlinka Memorial Tournament 2013, bei dem die Slowakei den achten Platz belegte. Des Weiteren spielte er bei der U18-Junioren-Weltmeisterschaft 2014, ohne jedoch in die Medaillenränge vorzustoßen. Bei der U20-Junioren-Weltmeisterschaft 2015 erreichte der Abwehrspieler mit der Mannschaft den dritten Platz. Im folgenden Jahr konnte dieser Erfolg mit dem Erreichen des siebten Rangs nicht wiederholt werden.
Für die slowakische A-Nationalmannschaft debütierte Jaroš im Verlauf der Saison 2014/15. Davon gefolgt war die Teilnahme an der Weltmeisterschaft 2016 in Russland, die die Slowaken auf dem neunten Platz abschlossen. Bei den Weltmeisterschaften 2018 in Dänemark und 2019 in seiner slowakischen Heimat gehörte der Defensivspieler abermals zum Aufgebot der Landesauswahl.

## Erfolge und Auszeichnungen
- 2015 Bronzemedaille bei der U20-Junioren-Weltmeisterschaft
- 2015 Champions-Hockey-League-Gewinn mit Luleå HF

## Karrierestatistik
Stand: Ende der Saison 2023/24

### International
Vertrat die Slowakei bei:
| - Ivan Hlinka Memorial Tournament 2013 - U18-Junioren-Weltmeisterschaft 2014 - U20-Junioren-Weltmeisterschaft 2015 - U20-Junioren-Weltmeisterschaft 2016 | - Weltmeisterschaft 2016 - Weltmeisterschaft 2018 - Weltmeisterschaft 2019 - Qualifikationsturnier für die Olympischen Winterspiele 2022 |

(Legende zur Spielerstatistik: Sp oder GP = absolvierte Spiele; T oder G = erzielte Tore; V oder A = erzielte Assists; Pkt oder Pts = erzielte Scorerpunkte; SM oder PIM = erhaltene Strafminuten; +/− = Plus/Minus-Bilanz; PP = erzielte Überzahltore; SH = erzielte Unterzahltore; GW = erzielte Siegtore; 1 Play-downs/Relegation; Kursiv: Statistik nicht vollständig)